# Gynacantha bullata
Gynacantha bullata là một loài chuồn chuồn ngô thuộc họ Aeshnidae. Nó được tìm thấy ở Burundi, Cameroon, Central African Republic, Cộng hòa Congo, Bờ Biển Ngà, Guinea Xích Đạo, Gabon, Ghana, Guinea, Kenya, Liberia, Malawi, Nigeria, Sierra Leone, Tanzania, Togo, và Uganda. Các môi trường sống tự nhiên của chúng là các khu rừng ẩm ướt đất thấp nhiệt đới hoặc cận nhiệt đới và shrub-dominated wetlands. 
The Black-kneed Duskhawker (Gynacantha bullata) is a very widespread species, however deforestation is a threat in parts of its range và the impacts of this needs to be monitored. At present, it is not thought that this will cause the global population to decline at a sufficient rate to qualify or nearly qualify the species for a threatened category under criterion A; therefore it is assessed as Least Concern.